# مقاطعة دارلينجتون (كارولاينا الجنوبية)
مقاطعة دارلينجتون هي مقاطعة في كارولاينا الجنوبية، بلغ عدد سكانها 68٬681  نسمة، في 2010، عاصمتها داريلنغتون، تبلغ مساحتها 1٬468 كيلومتر مربع.

## الموقع
تشترك في الحدود مع:
- مقاطعة مارلبورو (كارولينا الجنوبية)
- مقاطعة لي (كارولينا الجنوبية).

## التقسيمات الإدارية
- داريلنغتون.

## أعلام
- لمويل بينتون
- جون كولبيبر
- دبليو. دبليو. هيكس
- هنري مارشال